# Lijst van burgemeesters van Hemelumer Oldeferd
Dit is een lijst van burgemeesters van de voormalige Nederlandse gemeente Hemelumer Oldeferd (tot 1956 Hemelumer Oldephaert en Noordwolde) tot die gemeente op 1 januari 1984 opging in de nieuwe gemeente Nijefurd.
| Ambtsperiode | Naam burgemeester                                     | Partij of stroming | Bijzonderheden                                                          |
| ------------ | ----------------------------------------------------- | ------------------ | ----------------------------------------------------------------------- |
| 1851 - 1853  | Epke Roos baron van Asbeck zu Berge und Munsterhausen |                    | vanaf 1844 al grietman van Hemelumer Oldeferd;                          |
| 1853 - 1861  | Klaas Tjebbes                                         |                    |                                                                         |
| 1861 - 1867  | Bernhardus Jouke Buma                                 |                    |                                                                         |
| 1867 - 1873  | Nicolaas Wentholt                                     |                    |                                                                         |
| 1873 - 1878  | Jhr. Joachim Karel Vegelin van Claerbergen            |                    |                                                                         |
| 1878 - 1879  | Sybrand Obbo Jan Crommelin baron van Heeckeren        |                    |                                                                         |
| 1879 - 1880  | Claas Wieringa                                        |                    |                                                                         |
| 1880 - 1883  | Carl Wilhelm Christiaan Theodoor Visser               |                    |                                                                         |
| 1883 - 1887  | Nicolaas Johannes van der Worm                        |                    |                                                                         |
| 1887 - 1893  | Pieter van Nijmegen Schonegevel                       |                    |                                                                         |
| 1893 - 1906  | Hylke Michiel Tromp                                   |                    |                                                                         |
| 1906 - 1910  | mr. Georg August Max Kallenbach                       |                    | was burgemeester van Uithuizermeeden, werd burgemeester van Lemsterland |
| 1910 - 1917  | Pier Eringa                                           |                    |                                                                         |
| 1917 - 1939  | Jan Krol Jzn.                                         | CHU                | werd burgemeester van Vriezenveen                                       |
| 1939 - 1945  | Rinke Reitsma                                         |                    | werd burgemeester van Wonseradeel                                       |
| 1946 - 1959  | Dirk Humalda                                          | CHU                |                                                                         |
| 1959 - 1979  | Lambrecht Siowko Pasma                                | CHU                |                                                                         |
| 1979 - 1984  | mr. Ties Elzenga                                      | ARP / CDA          |                                                                         |